# Colinas (Rio Grande do Sul)

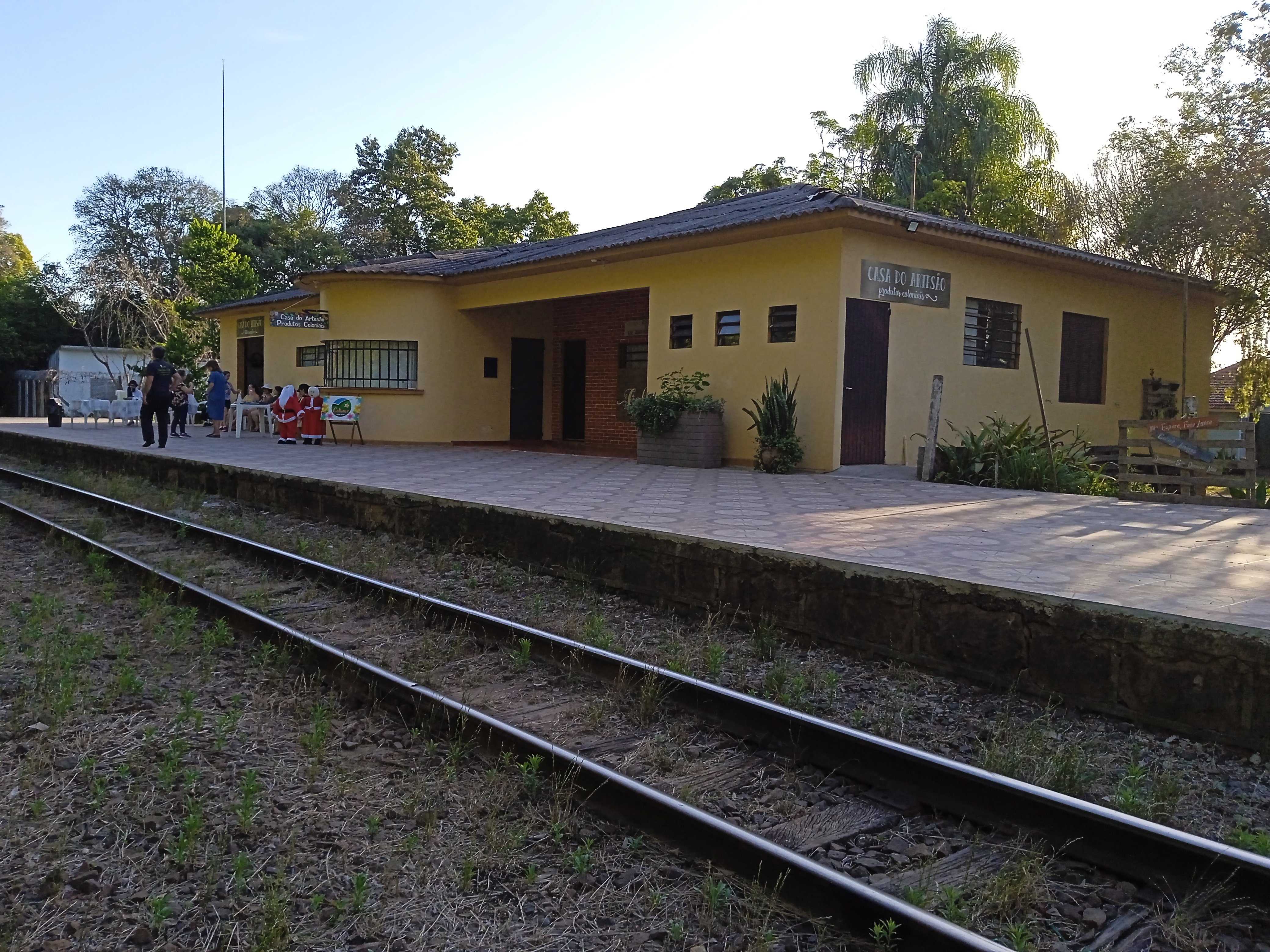
Antiga Estação Ferroviária, hoje Museu Municipal

Colinas é um município brasileiro do estado do Rio Grande do Sul. Sua população estimada em 2004 era de 2.401 habitantes.
Contornada pelo Rio Taquari, a cidade está cercada por uma sequência de morros muito utilizados para a prática de esportes, como trilhas, escaladas e trekking, além de outras atividades, incluindo estudos ambientais e birdwatching.
A origem do nome deu-se devido aos morros e colinas que cercam o município.

## História
A denominação de Corvo à cachoeira, porto e morro foi dada pelos primeiros marinheiros, identificando acidentes geográficos no percurso da navegação, como forma de relatar fatos e assinalar distâncias.
A origem do nome não se encontra em relatórios oficiais. Pode ter sido o paradeiro de aves da família dos Corvídeos, como também a indicação de paisagem semelhante ou de algum marinheiro originário da pequena ilha, morro, porto e cidade açoriana de Corvo.
Há uma tradição de que os bandeirantes paulistas tinham escolhido Corvo como ponto de concentração de suas forças e estratégias para o apresamento dos índios, erguendo paliçadas na área inundável como meio de defesa.
Ao sul encontram-se as terras da Fazenda Beija-Flor, requeridas por Álvares Cabral da Silveira da Cunha Godolfim, segundo Lothar Francisco Hessel. Ao norte, onde se encontra o território de Roca Sales, se localizava o latifúndio de José Francisco dos Santos Pinto. A área intermediária eram terras devolutas.
Madeira de lei era a principal fonte de renda. Peões, escravos e seus administradores formavam os primeiros povoadores, bem como os foragidos da lei, soldados desertores ou perseguidos políticos durante o decênio da Revolução Farroupilha.
O livro de registros de 1890, consigna a existência de vários moradores de origem luso-brasileira no 14º quarteirão eleitoral, residentes na área, tais como os irmãos Polinário Justiniano de Castro, nascido em 1857, falecido em 1929, e João Avelino de Castro, nascido em 1859, falecido em 1923, filhos do português Teresino J. de Castro; Antônio Maria da Costa, nascido em 1840, filho de João Maria da Costa; Francisco Elói de Sousa, nascido em 1834, filho de Elói Antônio Pereira, e seus filhos José de Manuel; José Luís dos Santos, nascido em 1847, filho de Joaquim L. dos Santos, Miguel Arcanjo de Sousa; Félix Antônio de Oliveira; Paulo Silveira de Assis; Ricardo Rodrigues da Silva; Silvino João da Silveira.
De etnia alemã, o morador mais antigo de Corvo foi Antônio Brentano, filho de João Brentano, nascido em 1837 e falecido em 2 de abril de 1922. Como toda a colonização do Vale, o processo de ocupação pelo pequeno proprietário teve início em Corvo e todo o Vale do Arroio da Seca em sentido oeste, pela margem esquerda do Rio Taquari na década de 1860, em prosseguimento da colonização de áreas mais abaixo. Em sentido quase inverso, mais pelo sul, na década seguinte, outra corrente imigratória vinha em prosseguimento da colonização de Teutônia, composta normalmente por vestfalianos.
A área alagadiça junto ao rio Taquari obrigou a localização do núcleo urbano mais distante, em espaço elevado, onde os pioneiros queriam construir uma capela, no final do século passado. Antônio Brentano destinou uma área para a escola, cemitério e igreja, inaugurada em 1906. A colônia e povoado foram crescendo. Em 26 de junho d e1913, pelo ato nº 254, foi criado o 4º distrito, com sede em Corvo, cedendo parte do seu território em 17 de junho 1955, para formar o distrito de Arroio da Seca. Ao perceberem que novos municípios na região obtinham mais vantagens com a emancipação, os corvenses decidiram se mobilizar para se separar de Estrela e constituir um novo município. A comissão emancipacionista também não gostou do topônimo da localidade e estabeleceu o novo nome de Colinas.
Emancipou-se no dia 20 de março de 1992, antes era distrito de Estrela.

## Idiomas regionais
- Riograndenser Hunsrückisch (ou hunriqueano riograndense em língua nacional) é uma língua minoritária sulbrasileira de origem germânica falada desde tempos pioneiros em Colinas[6] bem como por milhares de pessoas espalhadas por vários outros municípios do estado e mesmo em regiões adjacentes, como em Misiones, Argentina, e Oeste de Santa Catarina e Oeste do Paraná.[7]
- Westfälisch

## Arquitetura
A arquitetura em estilo enxaimel ainda é preservada nos diversos casarões do interior. A estrutura dos prédios é feita com tirantes de madeira encaixados entre si, com travessas em diagonal para oferecer maior resistência às paredes de alvenaria, ou com pedras assentadas sobre a armação de madeira. Além da resistência, a estrutura contribui para a estética e ornamentação das casas. Vidros das janelas e portas, recortados, também são utilizados como enfeites.

## Cultura e turismo
Entre os principais pontos turísticos estão o Rio Taquari, a ferrovia e seus túneis e viadutos, o Morro do Roncador e o Zuckerhut, entre outros.
Anualmente, na primavera, ocorre no município o Blumentanzfest (Baile das Flores), festa tipicamente germânica e que reúne mais de vinte grupos de dança típica das mais diversas regiões do Estado, trazendo ao município grande número de visitantes inclusive de outros países latino-americanos.
É uma tradição de Colinas espalhar bicicletas pintadas por todo o seu centro, durante o ano inteiro. Na Páscoa, coelhos de pelúcia posam em diversos locais, como na entrada da cidade, nas igrejas, na Praça dos Pássaros, no quintal da prefeitura, e em todas as mini-praças. Coelhos são postos até mesmo em bicicletas, e sempre encenam atividades relacionadas ou não à Páscoa. Em 2016, por exemplo, na igreja evangélica dois coelhos foram postos simulando uma cena de casamento e outro preparando-se para pular com um asa-delta. No Natal, a tradição se repete, porém com Papais Noéis. Essas peculiaridades de Colinas a tornam um atrativo turístico muito forte na região, principalmente para famílias com crianças. Outras atividades turísticas que Colinas realiza são a caça aos ovos de páscoa, que na verdade são sacos repletos de doces que todos os jovens em determinada idade podem procurar, desenterrar e levar para casa. Em 2016 um carro em forma de trem foi adquirido. Ele passa pela cidade (fazendo uma espécie de city tour) mostrando os principais cenários montados.
Em 2015, a prefeitura de Colinas gastou mais de 6 milhões de reais no turismo.

## Religião
Religiões em Colinas(2010)
Segundo o Censo 2010 do IBGE, 56,77% da população do município era protestante, 41,98% eram católicos romanos, 1,19% não tinha religião e 0,04% Judaísmo.
Dentre as denominações protestantes em Colinas, a maioria da população é luterana, cerca de 50,00% da população do município. Os batistas são 0,33%, congregacionais 0,08% e os pentecostais 5,37%, dentre os quais, as Assembleias de Deus são o maior grupo pentecostal, com 2,72% da população, seguida pela Igreja do Evangelho Quadrangular com 2,64%.

## Saúde
O município possui apenas um pequeno posto de saúde, mas mesmo assim a saúde pública dele tem o 2º maior IDESE de saúde do Rio Grande do Sul (perdendo apenas para Nova Pádua e empatando com Coqueiro Baixo). Outro destaque à saúde de Colinas é o IFDM da saúde. Nele, a cidade pontou 0,9784, atingindo a 11ª colocação do estado.
Por ser um apenas um posto de saúde, que realiza principalmente exames e consultas, não possui leitos. A taxa de habitantes por médico surpreende: 500. Isso é o dobro do recomendado pela OMS (Organização Mundial da Saúde) e também garante uma posição de destaque para Colinas: 19º colocado no estado. Colinas tem 5 médicos (1 deles veio através do Programa Mais Médicos) e 6 agentes de saúde, que prestam assistência a toda população colinense.
Os ótimos resultados da saúde do município não são refletidos nos investimentos aplicados a ela. Enquanto a receita obtida foi de R$ 11.966.858,51, os investimentos somaram R$ 2.012.346,41 (16,82% da receita), ficando em 424º no estado. Dados de 2015.

## Educação
Colinas tem uma escola municipal (Ensino Fundamental), uma creche municipal (Ensino Primário) e uma escola estadual (Ensino Fundamental e Ensino Médio). Por não possuir universidades, jovens que desejam cursar o Ensino Superior precisam ir para outras cidades para fazê-lo. O destino principal, então, torna-se a Univates, que fica em Lajeado, cidade limítrofe de Colinas.
O IDESE da educação marca 0,770 (79º colocado no estado) e o IFDM da educação marca 0,880 (50º colocado no estado). O IDEB é um motivo de preocupação para as escolas colinenses. Nos últimos anos, o IDEB da escola municipal de Colinas ficou muito aquém das metas estipuladas pelo PNE (Plano Nacional de Educação).
A taxa de aprovação de alunos em 2015 é de 83,1%. Nos últimos três anos, esta taxa ficou sempre acima de 80%. A taxa de reprovação é de 13,6% e a de abandono é de 3,3%.
Quanto aos investimentos, Colinas investiu 26,46% de sua receita anual na educação. Nos últimos anos, importantes obras do setor da educação foram concretizadas. Em 2012, foi concluída a construção de 4 salas de aula novas, que atenderiam as séries finais (6º a 9º ano), e outras salas administrativas, além de banheiros. Todas as salas contam com televisores e ares-condicionados. Em 2016 mais 4 salas de aula, um ginásio esportivo e um auditório foram construídos.

## Segurança
Colinas, por ser extremamente pequena, acaba por ser também extremamente pacífica. A ocorrência de crimes violentos para cada 1.000 habitantes é de 0,4. Em 2015 foram registradas 25 ocorrências (23 por furto, 1 por estelionato e 1 por roubo de veículo). Colinas vem se tornando cada vez mais pacífica: em 2011 e 2012, a ocorrência de crimes violentos para cada 1.000 habitantes foi de 0,83. Em 2013 e 2014, foi de 0,8 e em 2015, surpreendentemente, esse índice caiu pela metade.
| Ano  | Ocorrência de crimes violentos para cada 1.000 habitantes | Total de ocorrências registradas |
| ---- | --------------------------------------------------------- | -------------------------------- |
| 2011 | 0,83                                                      | 25                               |
| 2012 | 0,83                                                      | 31                               |
| 2013 | 0,8                                                       | 38                               |
| 2014 | 0,8                                                       | 27                               |
| 2015 | 0,4                                                       | 25                               |